# António de São José de Castro
António de São José de Castro (Lisbona, 1741 – Lisbona, 12 aprile 1814) è stato un vescovo cattolico e monaco cristiano portoghese appartenente all'Ordine certosino.

## Biografia
Era figlio di António José de Castro, I Conte di Resende, e di Teresa Xavier da Cunha e Távora.
Ordinato il 3 dicembre 1775, fu nominato vescovo di Porto il 13 novembre 1798, carica che ricoprì fino alla sua morte. Fu membro della Reale Accademia delle Scienze di Lisbona, eletto il 30 novembre 1809.
Fu presidente della Giunta provvisoria del Governo del Portogallo dal 19 giugno 1808 al 26 settembre 1808.
Svolse un ruolo di primo piano nella rivolta di Porto e del Portogallo settentrionale contro i francesi nel 1808 e nella resistenza della città di Porto alle truppe francesi, avendo guidato la Giunta che si era insediata nella seconda città del paese contro l'occupazione francese. Fu, tuttavia, costretto a fuggire dalla città nel 1809, quando le forze comandate dal generale Jean-Andoche Junot entrarono in città.
Nel 1809 fu eletto Patriarca di Lisbona e uno dei governatori del Regno del Portogallo durante l'assenza della Regina e del Principe Reggente in Brasile (come si evince da un decreto del principe reggente Giovanni datato 2 gennaio 1809, carica alla quale era stato eletto dal capitolo dopo la morte del suo predecessore, José de Mendonça, deceduto l'11 febbraio 1808).
Data la turbolenta situazione nel regno e in Europa in generale, Don António non ricevette mai dalla Santa Sede la conferma papale della sua elezione a patriarca, né la dignità cardinalizia; tuttavia, esercitò il suo ufficio pastorale nel patriarcato, congiuntamente alla diocesi di Porto, al momento della sua morte, come riporta il Correio Braziliense, quando scrisse che era morto nel Palácio da Mitra, a Marvila, quartiere alla periferia di Lisbona, ed era stato sepolto nella chiesa della certosa di Laveiras, a Caxias (Oeiras).